# 錫良
錫良（1853年—1918年3月2日），字清弼，拜岳特氏（巴岳特氏），蒙古镶蓝旗人。晚清官员。

## 生平
1874年（同治十三年）甲戌科进士。
1900年（光绪二十六年）时任湖南布政使，率部北上保卫首都北京，后得知慈禧、光绪帝一行人逃往西安，便改道奔山西太原护驾，拜山西巡抚，防守后路。
1901年（光绪二十七年）12月，署理河南巡抚兼管河工事务。开办豫南公司，开采河南南部矿產。在开封创建河南大学堂。
1903年（光绪二十九年），调任四川总督，推行“新政”。
1907年（光绪三十三年）3月，调任云贵总督。
1908年（光绪三十四年），孙文等革命党人在云南河口发动起事，锡良亲自督师，前往镇压。
1909年（宣统元年）2月，授钦差大臣，总督奉天、吉林、黑龙江等东三省，兼任热河都统。
1910年（宣统二年）10月，与瑞澂领衔，联名內地十八省督抚致电军机处，要求明年即开国会，组织责任内阁，推动君主立宪运动。
清亡後閉門謝客，1918年3月2日病逝北京。

## 家庭
- 父鋕寯（字明才），醇親王派惠陵工程監修，因惠陵工程出力，光緒五年以三品頂戴副參領補二品頂戴參領、鑲藍旗蒙古公中佐領。
- 胞叔銡寯。其女拜岳特氏，继配嫁同治十三年（1874年）甲戌科進士、鑲紅旗宗室良貴（与錫良进士同榜）。
- 胞兄繼良（字紹亭、少庭），醇親王派惠陵工程處辦事官，後官浙江金华府知府，著有《琴鶴堂印谱》；绪良、潤良。
- 子直隸候補道斌循；妻尚氏（父镶蓝旗汉军、光緒十八年（1892年）壬辰科进士尚其亨）。
- 侄儿理藩院筆帖斌衡、斌衍、斌衛。

## 延伸阅读
[在维基数据编辑]
 《清史稿·卷449》，出自趙爾巽《清史稿》